# Руис Кальдера, Хавьер
Хавье́р Руи́с Кальде́ра (исп. Javier Ruiz Caldera; 1976, Виладеканс) — испанский кинорежиссёр, прежде всего известный по фильму «Очень испанское кино» (2009).

## Фильмография
- 2000: Treitum (короткометражный).
- 2002: Diminutos del calvario (короткометражный).
- 2009: Очень испанское кино / Spanish Movie.
- 2012: Призрачный выпускной / Promoción fantasma.
- 2013: Ещё три свадьбы / 3 bodas de más